# Denzel De Roeve
Denzel De Roeve (10 augustus 2004) is een Belgisch voetballer die onder contract ligt bij Club Brugge.

## Carrière
De Roeve is een jeugdproduct van Club Brugge. Op 21 februari 2021 maakte hij zijn officiële debuut voor Club NXT, het beloftenelftal van de club in Eerste klasse B: in de competitiewedstrijd tegen KMSK Deinze kreeg hij een basisplaats van gelegenheidstrainer Maarten Martens. Ook in de resterende negen competitiewedstrijden kreeg De Roeve een basisplaats.

## Clubstatistieken
| Seizoen         | Club            | Land            | Competitie      | Competitie | Competitie | Beker | Beker | Supercup | Supercup | Europees | Europees | Totaal | Totaal |
| Seizoen         | Club            | Land            | Competitie      | Wed.       | Dlp.       | Wed.  | Dlp.  | Wed.     | Dlp.     | Wed.     | Dlp.     | Wed.   | Dlp.   |
| --------------- | --------------- | --------------- | --------------- | ---------- | ---------- | ----- | ----- | -------- | -------- | -------- | -------- | ------ | ------ |
| 2020/21         | Club NXT        | Vlag van België | Eerste klasse B | 6          | 0          | —     | —     | —        | —        | —        | —        | 10     | 0      |
| Carrière totaal | Carrière totaal | Carrière totaal | Carrière totaal | 10         | 0          | 0     | 0     | 0        | 0        | 0        | 0        | 10     | 0      |

Bijgewerkt op 2 december 2021.